# Takashi Yamazaki
Takashi Yamazaki (Matsumoto, 12 giugno 1964) è un regista, sceneggiatore e supervisore agli effetti visivi giapponese.

## Biografia
Dopo essersi fatto conoscere col film Returner - Il futuro potrebbe essere storia nel 2002, ha vinto il premio come miglior regista e miglior sceneggiatore ai Japanese Academy Awards nel 2006 grazie alla pellicola Always Sanchōme no Yūhi. È uno dei membri dello studio di animazione ed effetti speciali Shirogumi.

## Filmografia

### Regista

#### Cinema
- Juvenile (2000)
- Returner - Il futuro potrebbe essere storia (2002)
- Always Sanchōme no Yūhi (2005)
- Always Zoku Sanchōme no Yūhi (2007)
- Space Battleship Yamato (2010)
- Friends: Mononoke Shima no Naki (2011)
- Always Sanchōme no Yūhi '64 (2012)
- Eien no Zero (2013)
- Doraemon - Il film, co-regia con Ryūichi Yagi (2014)
- Kiseiju - Parte 1 (2014)
- Kiseiju - Parte 2 (2015)
- Dragon Quest: Your Story (2019)
- Lupin III - The First (2019)
- Doraemon - Il film 2 (2020)
- Godzilla Minus One (2023)

#### Televisione
- Nanase futatabi chônôryokusha kanzen massatsu (1998)
- Heat Guy J (2002)
- Dôbutsu no oisha-san (2003)